# Herzele
Herzele – miejscowość i gmina (gemeente) w Belgii, w Regionie Flamandzkim, w prowincji Flandria Wschodnia, w okręgu Aalst.

## Podział administracyjny
W skład gminy wchodzi siedem dzielnic (deelgemeente):
- Borsbeke
- Hillegem
- Ressegem
- Sint-Antelinks (Saint-Antelinkx)
- Sint-Lievens-Esse (Essche-Saint-Liévin)
- Steenhuize-Wijnhuize
- Woubrechtegem

## Historia
Gmina Herzele została utworzona w 1977 roku.

## Demografia
- Źródła:NIS, :od 1806 do 1981= według spisu; od 1990 liczba ludności w dniu 1 stycznia

1 stycznia 2024 całkowita populacja Herzele liczyła 18 928 osób. Łączna powierzchnia gminy wynosi 47,90 km², co daje gęstość zaludnienia 395 mieszkańców na km².